# Đông Tây Hồ
Đông Tây Hồ (tiếng Trung: 东西湖区, Hán Việt: Đông Tây Hồ khu) là một quận của thành phố Vũ Hán (武汉市), thủ phủ tỉnh Hồ Bắc, Cộng hòa Nhân dân Trung Hoa. Đông Tây Hồ có diện tích 495,3 km2, dân số năm 2001 là 300.000 người. Quận Đông Tây Hồ được chia ra thành 12 nhai đạo: Ngô Gia Sơn, Tẩu Mã Lĩnh, Hà Bao Hồ, Trường Thanh, Từ Huệ, Kính Hà, Kim Ngân Hồ, Tướng Quân Lộ, Đông Sơn, Bách Tuyền, Hạnh An Độ và Ủy ban quản lý khu mới hoa viên Thường Thanh,; 1 trấn: Tân Câu